# Jeanne d'Arc du Soudan
Le Jeanne d'Arc du Soudan est un club de football fondée en 1938 par le missionnaire Révérend Père Bouvier au Soudan français (actuel Mali) basé à Bamako, et qui disparut en 1960 à la suite de la fusion avec l'Espérance de Bamako qui donna naissance au Stade malien.

## Palmarès
- Coupe d'Afrique-Occidentale française (2)
  - Vainqueur : 1953, 1956